# Mavacoxib
Mavacoxib (tên thương mại Trocoxil) là một loại thuốc thú y được sử dụng để điều trị đau và viêm ở chó bị bệnh thoái hóa khớp. Nó hoạt động như một chất ức chế COX-2.
Mavacoxib, cùng với các chất ức chế chọn lọc COX-2 khác, celecoxib, valdecoxib và parecoxib, đã được phát hiện bởi một nhóm tại bộ phận Searle của Monsanto do John Talley dẫn đầu.